# Petr Vitner
Ing.  Petr Vitner (*27. ledna 1990, Louny) je český atlet, běžec z Horní Cerekve.
Závodit začal jako středoškolák za TJ Nové Město na Moravě. Mezi roky 2008–2014 získal 12 titulů ČR., Účastní se závodů v hale, na dráze, na silnici a v krosu.
Po vystudování průmyslovky v Jihlavě, úspěšně dokončil v roce 2014 studium na Fakultě elektrotechniky a komunikačních technologií VUT v Brně.